# 抗微生物剂
抗微生物剂（英语：Antimicrobial）是一种用来杀死微生物或阻止其生长的药剂。抗微生物剂可以根据它们主要作用的微生物进行分组，例如：抗生素用于对抗细菌、抗真菌剂用于对抗真菌。它们也可以根据其功能进行分类。杀死微生物的药剂称为杀菌剂；仅抑制微生物生长的药剂称为抑菌剂。使用抗菌药物治疗感染称为抗微生物化學治療，而使用抗菌药物预防感染称为抗生素預防。
抗微生物剂的主要类别是消毒剂（非选择性剂，例如漂白剂），它可以杀死非生物表面上的多种微生物以防止疾病传播，消毒药水（应用于活体组织并有助于减少在手术期间的感染）和抗生素（破坏体内的微生物）。“抗生素”这一术语最初仅描述那些源自活微生物的制剂，但现在也适用于合成剂，例如磺胺类药物或喹诺酮类抗生素。尽管该术语在过去仅限于抗菌剂（而且经常被医学专业人士和医学文献用作它们的同义词），但其范围早已扩大到包括所有抗微生物剂。抗菌剂可进一步细分为杀死细菌的杀菌剂和减缓或阻止细菌生长的抑菌剂。抗微生物技术的进步带来了超越简单抑制微生物生长的解决方案。人类已经开发出某种类型的多孔介质来杀死接触的微生物。

## 历史
至少2000年来，抗微生物药物的使用一直是普遍做法。古埃及人（古埃及醫學）和古希腊人（古希腊醫學）使用特定的霉菌和植物提取物来治疗感染。
在19世纪，路易·巴斯德（Louis Pasteur）和朱尔斯·朱伯特（Jules François Joubert）等微生物学家观察到一些细菌之间的拮抗作用，并讨论了在医学上控制这些相互作用的优点。路易·巴斯德在发酵和自然发生说方面的工作发现了厌氧菌和好氧菌的区别。路易·巴斯德获得的信息促使约瑟夫·李斯特将消毒方法，例如对手术工具进行消毒和将伤口清创引入到手术程序中。这些消毒技术的实施大大减少了与外科手术相关的感染和手术后的死亡人数。路易·巴斯德在微生物学方面的工作也促成了许多针对危及生命的疾病，如炭疽病和狂犬病的疫苗的开发。1928年9月3日，亚历山大·弗莱明（Alexander Fleming）度假归来，发现一个装满葡萄球菌的培养皿由于抗微生物真菌鲁本斯青霉菌而被分离成菌落。亚历山大·弗莱明和他的同事努力分离出这种抗微生物剂，接着便在1929年的《英国实验病理学杂志》中提到了它的治疗潜力。1942年，霍华德·弗洛里（Howard Florey）、恩斯特·鲍里斯·钱恩（Ernst Chain）和爱德华·亚伯拉罕（Edward Abraham）利用亚历山大·弗莱明的成果提纯和提取青霉素用于药用，为他们赢得了1945年的诺贝尔医学奖。

## 化学

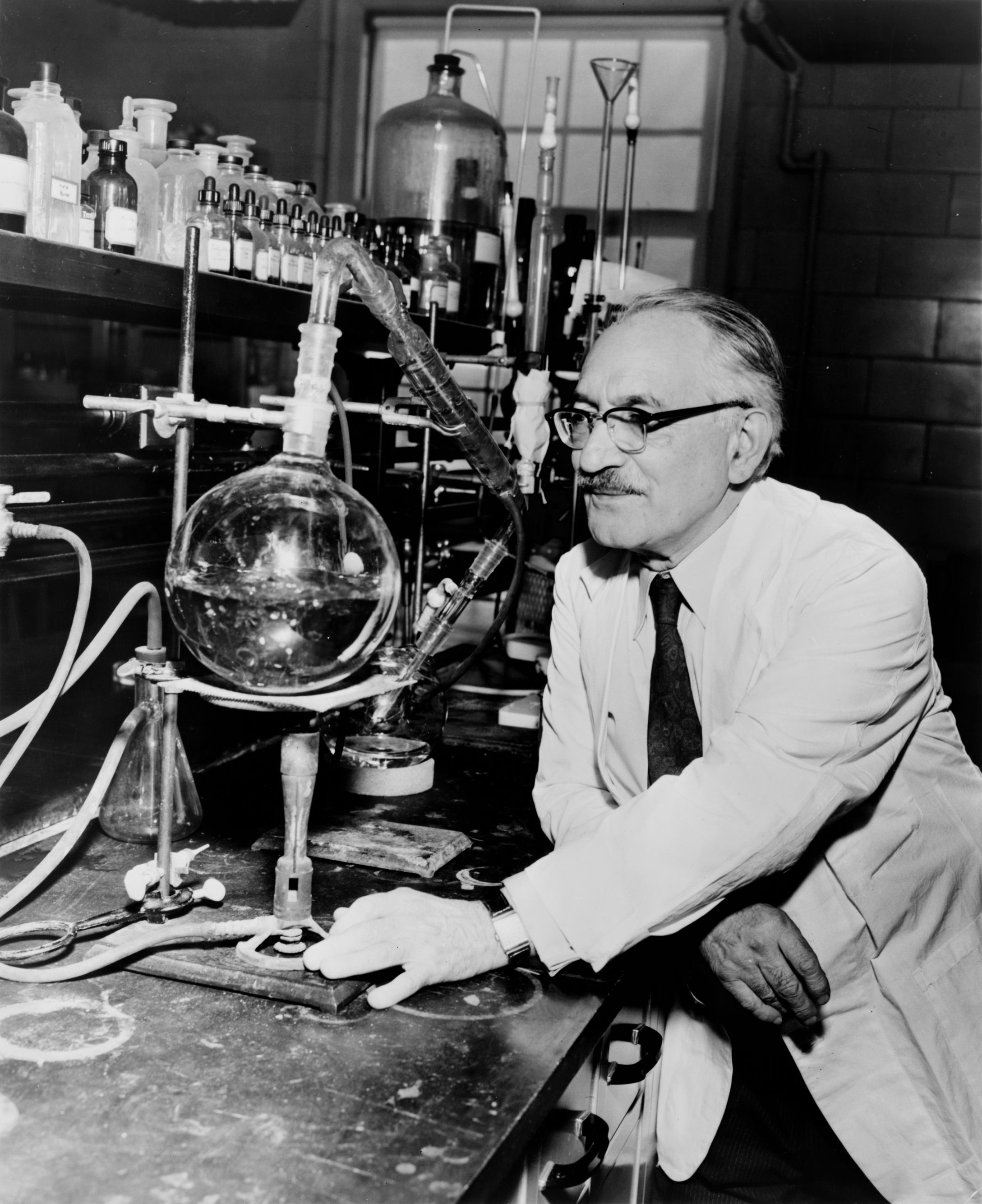
赛尔曼·A·瓦克斯曼，因开发了22种抗生素而获得诺贝尔医学奖，其中最著名的是链霉素

### 抗菌剂
抗菌剂用于治疗细菌感染。抗生素一般分为β-内酰胺类、大环内酯类、喹诺酮类抗生素、四环素类抗生素或氨基糖苷类抗生素。它们在这些类别中的分类取决于它们的抗菌谱、药效学和化学成分。长期使用某些抗菌药物物会减少肠道菌群的数量，这可能对健康产生负面影响。益生菌的摄入和合理的饮食可能有助于替代被破坏的肠道菌群。对于长期服用抗生素治疗却难以恢复的患者，如复发性伪膜性结肠炎，可考虑进行粪便移植。
20世纪抗菌药物的发现、开发和使用降低了细菌感染的死亡率。抗生素的时代开始于1936年磺胺类药物的治疗应用，随后是大约1945年至1970年的“黄金”时期，当时发现并开发了许多结构多样且高效的药物。自1980年以来，用于临床的新型抗微生物药物的引入量有所下降，部分原因是开发和测试新药的巨大费用。与此同时，细菌、真菌、寄生虫和一些病毒对多种现有药物的抗生素抗药性也出现了惊人的增长。
抗菌药物是最常用的药物之一，也是医生经常滥用的药物之一，例如把抗菌药物用于病毒性呼吸道感染。由于抗生素的广泛使用和滥用，抗生素耐药性病原体加速出现，对全球公共卫生造成严重威胁。耐药性问题被要求重新寻找能够有效对抗对当前抗菌剂有耐药性的病原菌的抗菌剂。实现这一目标的可能策略包括增加来自不同环境的采样和应用宏基因组学来识别由目前未知和未培养的微生物产生的生物活性化合物，以及开发针对细菌靶标定制的小分子库。

### 抗真菌剂
抗真菌剂用于杀死或防止真菌进一步生长。在医学上，它们被用于治疗足癣、皮癣菌病和鹅口疮等感染，并通过利用哺乳动物细胞和真菌细胞之间的差异来发挥作用。与细菌不同，真菌和人类都是真核生物。所以，真菌和人类的细胞在分子水平上是相似的，这让抗真菌药物变得更难找到在宿主生物体中不存在的攻击的靶点。因此，其中一些药物通常会产生副作用。如果这类药物使用不当，其中一些副作用可能会危及生命。
除了在医学上的应用外，抗真菌剂还经常被用来控制潮湿的家居材料中的室内霉菌。喷到物体表面上的碳酸氢钠（小苏打）起到抗真菌剂的作用。另一种在小苏打喷洒后或未喷洒的情况下使用的抗真菌溶液是过氧化氢和一层薄的表面涂层（可中和霉菌并包裹表面以防止孢子释放）。一些涂料还添加了抗真菌剂，用于浴室或厨房等高湿度区域。其他抗真菌表面处理通常包含已知抑制霉菌生长的金属，例如含铜、银或锌的颜料或溶液。由于它们的毒性，这些溶液通常不向公众提供。

### 抗病毒剂
抗病毒药物是一类专门用于治疗病毒感染的药物。像抗生素一样，特定的抗病毒药物只能用于特定的病毒。它们应与杀病毒剂区分开来，杀病毒剂会主动使体外的病毒颗粒失活。
许多抗病毒药物被设计于治疗包括艾滋病在内的逆转录病毒感染。重要的抗逆转录病毒药物包括蛋白酶抑制剂类。以引起唇疱疹和生殖器疱疹而闻名的疱疹病毒通常用核苷（酸）类似物阿昔洛韦治疗。病毒性肝炎由五种不相关的嗜肝病毒（A-E）引起，可根据感染类型并使用对应的抗病毒药物治疗。一些甲型流感病毒和乙型流感病毒已经对奥司他韦等神经氨酸酶抑制剂产生抗药性，而对新物质的探索仍在继续。

### 抗寄生虫剂
抗寄生虫药是一类用于治疗由线虫、绦虫、吸虫和传染性原生动物等寄生虫引起的传染病，如利什曼病、疟疾和南美锥虫病的药物。抗寄生虫药物包括甲硝唑、双碘喹啉和阿苯达唑。和所有治疗性抗微生物剂一样，它们必须在不严重损害宿主的情况下杀死感染生物。 

### 广谱疗法
广谱疗法对多种病原体具有活性。这种疗法已被建议作为瘟疫的潜在紧急治疗方法。

### 非药物
广泛的化学和天然化合物被用作抗微生物剂。有机酸及其盐广泛用于食品中，如乳酸、柠檬酸、醋酸或是作为成分和消毒剂。例如，牛肉胴体经常用酸性液体喷洒，然后冲洗或蒸煮，以减少大肠杆菌的流行。
铜合金的表面具有天然的抗菌特性，可以杀死大肠杆菌和葡萄球菌等微生物。美国国家环境保护局已经批准了355种此类抗菌铜合金的注册。除了定期清洁外，一些医疗保健设施和地铁交通系统中还安装了抗菌铜合金作为公共卫生措施。纳米颗粒形式的铜因其固有的抗菌特性越来越引起人们的兴趣。其他重金属阳离子如汞和铅具有抗微生物活性，但可能有毒。近年来，已经研究了配位化合物的抗微生物活性。
传统的草药师使用植物来治疗传染病。其中已经对许多植物的抗菌活性进行了科学调查，而一些植物已被证明可以抑制病原微生物的生长。其中许多药物似乎具有与当前使用的抗生素不同的结构和作用方式，这表明与已在使用的药物的交叉耐药性可能很小。

#### 精油
草药药典中包含的许多精油据称具有抗菌活性，月桂油、桂皮油、丁香油和百里香油已被证明在食源性细菌病原体的研究中是最有效的。椰子油也因其抗菌特性而闻名。活性成分包括类萜和次生代谢物。尽管它们在替代医学中被广泛使用，但精油在主流医学中的使用有限。虽然25%到50%的药物化合物是来源于植物的，但没有一种被用作抗微生物剂，尽管这方面的研究有所增加。在主流医学中增加使用的障碍包括监管和质量控制不力、产品标签错误或识别错误以及交付方式有限。

#### 抗菌杀虫剂
根据美国国家环境保护局（EPA）和联邦杀虫剂、杀菌剂和灭鼠剂法（FIFRA），抗菌杀虫剂用于通过消毒、卫生预防或减少发育来控制微生物的生长和保护无生命的物体、工业系统、表面、水或其他化学物质免受细菌、病毒、真菌、原生动物、藻类或黏菌增生而引起的污染、污垢或变质。EPA监控产品系统，例如用于医院或家庭的消毒剂，以确定功效。因此，用于公共卫生的产品都在此监控系统之下，包括用于饮用水、游泳池、食品卫生和其他环境表面的产品。这些杀虫剂产品在注册前提下，如果使用得当，它们不会对人类或环境产生不合理的副作用。即使某些产品已经投放市场，EPA也会继续对其进行监控和评估，以确保它们在保护公众健康方面保持有效。
EPA监管的公共卫生产品分为三类：
- 杀菌剂（杀孢子剂）：消除所有细菌、真菌、孢子和病毒。
- 消毒剂（Disinfecting）：破坏或使微生物降低活性（细菌、真菌、病毒），但不能作为杀孢子剂。根据功效数据，EPA将消毒剂分类为有限、通用/广谱或医院消毒剂。
- 消毒剂（Sanitizers）：减少微生物的数量，但可能无法杀死或消除所有微生物。

##### 抗菌杀虫剂安全性
抗菌杀虫剂有可能成为耐药性的主要因素。世界卫生组织（WHO）等组织呼吁在全球范围内大幅减少其使用以应对这一问题。根据2010年美国疾病控制与预防中心（CDC）的报告，医护人员可以采取措施改进他们的安全措施，防止接触抗菌杀虫剂。建议工人佩戴手套和安全眼镜等个人防具，以尽量减少接触这些试剂。此外，正确遵循处理说明也很重要，这也是为什么EPA认为它们可以安全使用的原因。员工应接受有关健康危害的教育，并鼓励员工在发生接触时寻求医疗护理。

### 臭氧
臭氧可以杀死空气、水和工艺设备中的微生物，已用于厨房排气通风、垃圾房、隔油池、沼气厂、废水处理厂、纺织生产、啤酒厂、乳制品厂、食品和卫生生产、制药行业等环境、装瓶厂、动物园、市政饮用水系统、游泳池和水疗中心，以及衣物的洗涤和室内霉菌和气味的处理。

### 抗微生物手术服
抗微生物手术服可以减少手术服上异味和污渍的积累，从而延长手术服的使用寿命。这些手术服也有多种颜色和款式。随着抗菌技术的快速发展，这些手术服很容易买到，并且每年都有更先进的版本上市。

### 卤素
氯、碘、氟和溴等元素是非金属的元素，他们构成卤素家族。这些卤素中的每一种都具有不同的抗菌效果，受各种因素的影响，例如pH值、温度、接触时间和微生物类型。氯和碘是最常用的两种抗菌剂。氯在污水处理厂、药品和食品工业中被广泛用作消毒剂。它氧化可溶性污染物并杀死细菌和病毒。它对细菌孢子也非常有效。它的作用方式是破坏这些微生物中存在的键。当细菌酶与含氯化合物接触时，该分子中的氢原子会被氯取代。因此，这会改变酶的功能，进而导致细菌死亡。碘最常用于消毒和伤口清洁。三种主要的含碘抗菌化合物是醇碘溶液、碘水溶液和碘伏。碘伏更具有杀菌作用，可用作防腐剂，因为它们在涂抹在皮肤上时刺激性较小。另一方面，细菌孢子不能被碘杀死，但它们可以被碘伏抑制。当碘渗入细胞并氧化蛋白质、遗传物质和脂肪酸时，微生物的生长受到抑制。溴也是一种有效的抗菌剂，可用于水处理厂。当与氯混合时，它对细菌孢子（如粪肠球菌）非常有效。

### 酒精
酒精通常用作消毒剂和防腐剂。酒精可以杀死植物细菌、大多数病毒和真菌。乙醇、正丙醇和异丙醇是最常用的抗菌剂。甲醇也是一种消毒剂，但一般不使用，因为它是剧毒的。大肠杆菌、沙门氏菌和金黄色葡萄球菌是少数可以被酒精抑制的细菌。酒精对包膜病毒（60-70%乙醇）具有很高的抵抗力，70%的异丙醇或乙醇作为抗菌剂非常有效。在有水的情况下，70%的酒精会导致蛋白质凝结，从而抑制微生物的生长。当涉及到孢子时，酒精病不是很有效。酒精的作用方式是使蛋白质变性。酒精会干扰蛋白质结构中存在的氢键。酒精还可以溶解存在于微生物中的脂质膜。细胞膜的破坏是酒精的另一个特性，它有助于导致细胞死亡。酒精是廉价而有效的抗菌剂。它们广泛用于制药行业。酒精通常用于洗手液、防腐剂和消毒剂。

### 苯酚和酚类化合物
苯酚也称为石炭酸，是最早用作抗菌剂的化学品之一。它具有很高的防腐性能。它在浓度为0.1%–1%时具有抑菌作用，在1%–2%时具有杀菌/杀真菌作用。5%的溶液可在48小时内杀死炭疽孢子。酚类最常用于口腔漱口水和家用清洁剂。它们对多种细菌、真菌和病毒具有活性。如今多使用苯酚衍生物，例如百里酚和甲酚，因为与苯酚相比，它们的毒性较小。这些酚类化合物具有苯环以及结合到其结构中的-OH基团。它们具有更高的抗菌活性。这些化合物通过沉淀导致其变性的蛋白质并通过渗透到微生物的细胞膜并破坏它来抑制微生物的生长。酚类化合物还可以使酶失活并破坏微生物细胞中的氨基酸。酚类物质，如芬替克洛，一种抗菌和抗真菌剂，被用作真菌感染的口服治疗剂。二氯苯氧氯酚对革兰氏阳性和革兰氏阴性细菌都非常有效。六氯酚（双酚）用作表面活性剂。由于其防腐性能，它被广泛用于肥皂、洗手液和皮肤产品中。它也用作杀菌剂。甲酚是一种有效的抗菌剂，广泛用于漱口水和止咳药水。酚类物质对表皮葡萄球菌和铜绿假单胞菌等细菌具有很高的抗菌活性。2-苯基苯酚水溶液用于包装水果的浸泡处理（但它不用于包装材料） 。伊洛夫和卡利茨基在1961年发现以这种方式加工的水果皮中残留少量但可测量的量。:193

### 醛类
它们对细菌、真菌和病毒非常有效。醛通过破坏外膜来抑制细菌生长。它们用于手术器械的消毒和灭菌。由于剧毒，它们不用于防腐剂。目前，尽管许多其他醛类具有良好的抗菌活性，但只有三种醛类化合物被广泛用作消毒杀菌剂，即戊二醛、甲醛和邻苯二甲醛。然而，由于其较长的接触时间，其他消毒剂通常是优选的。

## 物理

### 热
微生物具有生长的最低温度、最佳温度和最高温度。高温和低温都被用作物理控制剂。不同的生物体对热或温度表现出不同程度的抗性或敏感性，一些生物体，如细菌内生孢子，抗性更强，而营养细胞抗性较差，在较低温度下很容易被杀死。另一种涉及使用热量杀死微生物的方法是分段灭菌法。这个过程涉及暴露在100摄氏度的温度下一个小时，每次持续几天。分级灭菌也称为丁达尔化。使用这种方法可以杀死细菌内生孢子。干热和湿热都可以有效消除微生物的生命。例如，用于储存果酱的果酱罐可以通过在传统烤炉中加热来进行消毒。加热也用于巴氏杀菌，这是一种减缓牛奶、奶酪、果汁、葡萄酒和醋等食物变质的方法。此类产品在一定时间内加热到一定温度，大大减少了有害微生物的数量。低温还用于通过减缓微生物新陈代谢来抑制微生物活动。

### 放射性
食物经常被辐照以杀死有害病原体。有两种类型的辐射用于抑制微生物的生长——电离和非电离辐射。食品消毒中使用的常见辐射源包括钴-60（一种伽马发射器）、电子束和X射线。紫外线也用于对饮用水进行消毒，包括小型个人使用系统和大型社区净水系统。

### 干燥
干燥也称为脱水。它是极度干燥的状态或过程。一些微生物，如细菌、酵母菌和霉菌，需要水才能生长。干燥会使水分变干，从而抑制微生物的生长。在有水的情况下，细菌会恢复生长，因此干燥不会完全抑制细菌的生长。用于执行此过程的仪器称为干燥器。该工艺广泛用于食品工业，是一种有效的食品保鲜方法。干燥也主要用于制药行业，以储存疫苗和其他产品。

### 抗菌表面
抗菌表面旨在抑制微生物生长的能力，或通过化学（铜毒性）或物理过程（微/纳米柱破坏细胞壁）破坏它们。这些表面对于医疗保健行业尤为重要。设计有效的抗菌表面需要深入了解最初的微生物表面粘附机制。分子动力学模拟和延时成像通常用于研究这些机制。

### 渗透压
渗透压是防止溶剂从高浓度区域通过半透膜进入低浓度区域所需的压力。当细胞内溶解物质或溶质的浓度高于细胞外时，细胞被称为低渗环境，水将流入细胞。当细菌置于高渗溶液中时，会引起质壁分离或细胞收缩，同样在低渗溶液中，细菌会发生质壁分离或膨胀状态。这种质壁分离会杀死细菌，因为它会引起渗透压的变化。